# HD 16760
HD 16760 — двойная звезда в созвездии Персея. Находится на расстоянии около 150 световых лет от Солнца. Вокруг звезды обращается, как минимум, одна планета.

## Характеристики
HD 16760 состоит из двух компонентов. Главная звезда (HIP 12638) представляет собой жёлтый карлик главной последовательности с массой и радиусом, равными 0,78 и 0,81 солнечных соответственно. Вторая компонента (HIP 12635) имеет спектральный класс K3,5 и обращается на расстоянии 660 а.е. от главной компоненты.
Система HD 16760 принадлежит движущейся группе звёзд AB Золотой Рыбы, средний возраст элементов которой оценивается в 50 миллионов лет.

## Планетная система
В 2009 году планету HD 16760 b независимо друг от друга в системе HD 16760 открыли группа астрономов по программе SOPHIE, а также консорциум N2K. Большая масса планеты (13 масс Юпитера) делает её близкой по своим характеристикам к коричневым карликам. Однако её орбита близка к круговой, что указывает на её происхождение из околозвёздного диска, что свойственно планетам. В целом, её природа пока не вполне ясна. Полный оборот вокруг звезды планета делает за 466 суток. Расстояние HD 16760 b до материнской звезды приблизительно равно расстоянию от Земли до Солнца — 1,08 а.е.